# 英國國防事業處
英國國防事業處（英語：Defence Business Services）是歐洲最大的“共享服務中心”之一，最初成立的目的是為英國國防部提供人力資源、薪資、武裝部隊養老金和補償、財務和審查服務。

## 歷史
英國國防事業處是英國國防部內的一個組織，負責向該部門提供企業服務。它於2011年7月4日由多個英國政府行政機構聯合成立。